# Port de Sussa
El port de Sussa (àrab: ميناء سوسة, mīnāʾ Sūsa) és un port de Tunísia situat a la ciutat de Sussa (governació de Sussa) especialitzat en el tractament de diverses mercaderies.
El 2006 va tenir un trànsit de 1.691.755 tones, 797 vaixells i 6.940 passatgers. Té un accés màxim de 8,5 metres al nord i 8,2 metres al sud.

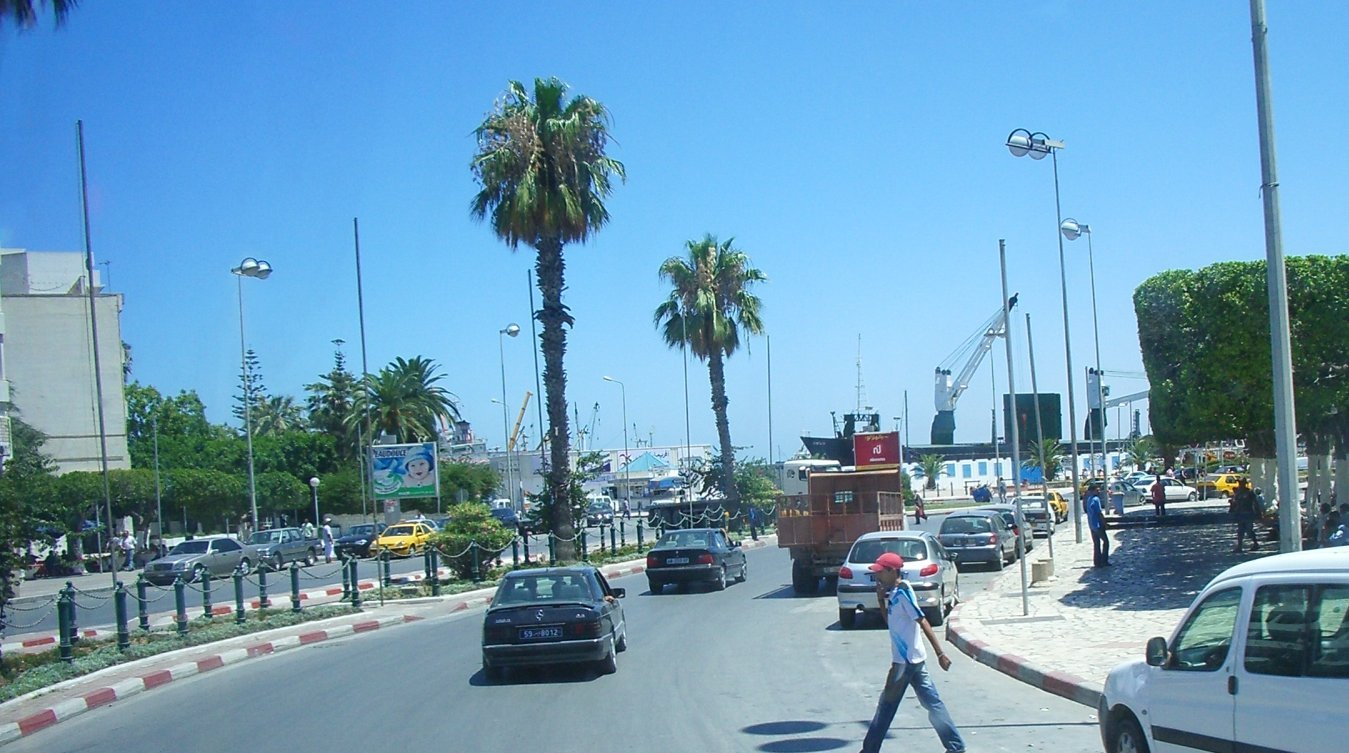
Port de Sussa